# Kanton Brive-la-Gaillarde-Sud-Est
Kanton Brive-la-Gaillarde-Sud-Est (francouzsky Canton de Brive-la-Gaillarde-Sud-Est) je francouzský kanton v departementu Corrèze v regionu Limousin. Tvoří ho dvě obce.

## Obce kantonu
- Brive-la-Gaillarde (jihovýchodní část)
- Cosnac